# Anelia Ralenkova
Anelia Ralenkova (en búlgaro, Анелия Раленкова, Sofía, 25 de diciembre de 1963 es una exgimnasta búlgara.
Esta gimnasta ejecutaba un elemento de originalidad que consiste en una inversión con salida desde el suelo y que desde entonces se conoce con el nombre de «Ralenkova», en su honor.

## Trayectoria
Fue una de las dominadoras de la gimnasia rítmica mundial durante la primera parte de la década de los años 80. En el campeonato del mundo de Múnich de 1981 fue medalla de oro en el concurso completo individual y en la final de mazas, medalla de plata en las finales de aro y cuerda y medalla de bronce en cinta. 
En el campeonato de Europa de 1982 de Stavanger obtuvo nuevamente la medalla de oro en el concurso completo, así como en aro y cuerda, la de plata en mazas y fue cuarta en cinta. 
En 1983, en el campeonato del mundo de Estrasburgo, fue medalla de plata en el concurso completo, de oro en la final de aro, y de bronce en cinta, pelota y mazas. 
No participó en los Juegos Olímpicos de Los Ángeles 1984 debido al boicot protagonizado por varios países entre los que se encontraba Bulgaria, pero sí estuvo en los juegos alternativos organizados por estos mismos países llamados Juegos de la Amistad, donde fue medalla de plata en el concurso general y de oro en cinta y pelota. 
Ese mismo año, en el campeonato de Europa celebrado en Viena obtuvo cuatro medallas de oro: en el concurso completo y en las finales de pelota, mazas y aro, además de la medalla de bronce en cinta.
Tras su retirada se trasladó a vivir a Estados Unidos, donde estuvo varios años ejerciendo como entrenadora. En 2009 estuvo en Bulgaria participando en el programa de televisión VIP Dance.